# KVC Westerlo
A KVC Westerlo (teljes nevén Koninklijke Voetbal Club Westerlo) egy belga labdarúgócsapat Antwerpen megye Westerlo városából. Színei: sárga - kék.

## Története
Az egyesületet 1933-ban alapították. Legnagyobb sikereit az 1990-es évek és a 2000-es évek elején érte el. 2000-ben megnyerte a belga kupát. 2001-ben a Belga szuperkupa döntőjében 4:1-es vereséget szenvedtek az Anderlechttől. A Westerlo 2010-ben az alapszakaszban a 8. helyen végzett, a rájátszásban azonban kivívta az EL-szereplést. A csapat ezt megelőzően 2004-ben szerepelt utoljára a nemzetközi színtéren, az akkori  Intertoto Kupában.

## Sikerei
Belga másodosztály
- Bajnok (1): 2013–14
- Ezüstérmes (1): 1996–97

Belga labdarúgókupa
- Győztes (1): 2000–01
- Döntős (1): 2010–11

Belga labdarúgó-szuperkupa
- Döntős (1): 2000–01

| Szezon  | Bajnokság      | Forduló         | Nemzet      | Csapat         | 1.mérk. | 2.mérk. |
| ------- | -------------- | --------------- | ----------- | -------------- | ------- | ------- |
| 2000    | Intertotó-kupa | 1. selejtezőkör | Szlovénia   | NK Primorje    | 0-6     | 0-5     |
| 2001-02 | UEFA-kupa      | 1. selejtezőkör | Németország | Hertha BSC     | 0-2     | 0-1     |
| 2004    | Intertotó-kupa | 2. selejtezőkör | Csehország  | FC Fastav Zlín | 0-0     | 0-3     |
| 2011-12 | Európa-liga    | 2. selejtezőkör | Finnország  | TPS            | 0-0     | 1-0     |
|         |                | 3.selejtezőkör  | Svájc       | BSC Young Boys | 0-2     | 1-3     |

## Játékoskeret
| #  |                    | Poszt | Név                 |
| -- | ------------------ | ----- | ------------------- |
| 1  | Belgium            | K     | Kristof Van Hout    |
| 2  | Hollandia          | V     | Mitch Apau          |
| 3  | Belgium            | V     | Filip Daems         |
| 6  | Belgium            | KP    | Robin Henkens       |
| 7  | Svéd               | KP    | Marko Nikolić       |
| 8  | Belgium            | KP    | Maxime Annys        |
| 9  | Hollandia          | CS    | Elton Acolatse      |
| 10 | Belgium            | CS    | Benjamin De Ceulaer |
| 11 | Trinidad és Tobago | KP    | Khaleem Hyland      |
| 16 | Anglia             | V     | Jordan Mustoe       |
| 17 | Belgium            | V     | Kenneth Schuermans  |
| 18 | Belgium            | KP    | Daan Heymans        |

| #  |         | Poszt | Név                  |
| -- | ------- | ----- | -------------------- |
| 19 | Dán     | V     | Daniel Christensen   |
| 22 | Belgium | V     | Gilles Ruyssen       |
| 24 | Belgium | V     | Michaël Heylen       |
| 26 | Belgium | K     | Yannick Verbist      |
| 28 | Belgium | KP    | Nicolas Rommens      |
| 29 | Belgium | KP    | Yoni Buyens          |
| 30 | Belgium | K     | Koen Van Langendonck |
| 35 | Kongó   | CS    | Silvère Ganvoula     |
| 42 | Gabon   | V     | Randal Oto’o         |
| 44 | Belgium | V     | Hervé Matthys        |
| 73 | Szerbia | V     | Nemanja Miletić      |
| 97 | Svéd    | CS    | Carlos Strandberg    |

## Híres játékosai
- Bart Goor
- Jos Heyligen
- Julien Cools
- Nico Van Kerckhoven
- Stef Wils
- Alex Brosque
- Lukáš Zelenka
- Evander Sno
- Christian Dorda
- Peter Utaka
- Daniel Chávez
- Ibrahima Sidibe